# فیتال فریم
فیتال فریم (به انگلیسی: Fatal Frame) که در اروپا تحت عنوان پراجکت زیرو شناخته می‌شود، عنوان یک بازی ویدئویی ژاپنی به سبک ترس و بقا با دید سوم شخص است که توسط تکمو در سال ۲۰۰۱، در ژاپن و سال ۲۰۰۲، در آمریکای شمالی و اروپا برای کنسول پلی‌استیشن ۲ عرضه شد. نسخه‌ای سازگار شده از این بازی نیز در سال ۲۰۰۲ برای کنسول ایکس‌باکس در دسترس قرار گرفت. موفقیت و امتیازات بالایی که این بازی کسب کرد آن را به یکی از برترین بازی‌های ترسناک تبدیل کرد. این بازی اولین قسمت از مجموعه بازی‌های فیتال فریم به‌شمار می‌رود که چهار دنباله نیز به خود دیده است.